# Kabupaten Muna
Kabupaten Muna är ett kabupaten i Indonesien.   Det ligger i provinsen Sulawesi Tenggara, i den centrala delen av landet, 1 800 km öster om huvudstaden Jakarta. Antalet invånare är 268 277. Kabupaten Muna ligger på ön Pulau Muna.